# Heliornis fulica
El ave sol, avesol americano, ipequí, punpún, zambullidor de Sol, pájaro cantil, pato cantil o colombo-selvático americano (Heliornis fulica) es una especie de ave gruiforme de la familia Heliornithidae. Habita desde México hasta Uruguay. Es el único miembro del género Heliornis y una de las tres especies de la familia Heliornithidae; las otras dos viven en puntos muy alejados; una en África (Podica senegalensis) y la otra en el sudeste asiático (Heliopais personata). Su población ha sido reducida por cacería y comercio ilegal como ave de jaula para canto. No se conocen subespecies.

## Características

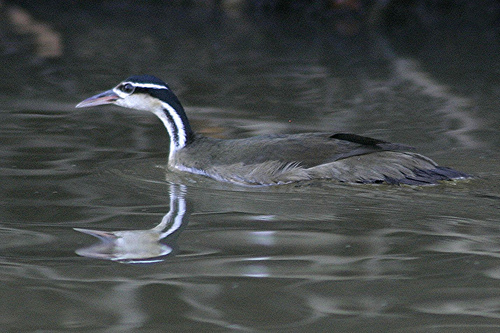
Heliornis fulica en el río Pixaim, en Brasil.

Es de cuerpo delgado y pequeño, típicamente de 28-31 cm de largo, y con 130 g de peso. Es mayormente castaño, con largo cogote y cola negra, y un largo pico rojo. La corona y el cuello están manchados con negro y blanco, patas negras y amarillas. Los sexos difieren en el color de las mejillas, beige en la hembra y blanco en macho.

## Historia natural
Es un ave tropical que vive en humedales, y posee patas lobuladas, similares a garzas y fochas. Son pájaros tímidos que nadan en corrientes de bajo flujo, a veces parcialmente sumergidos, como una Anhinga. Se zambullen bien, y raramente vuelan sin alarma. Su diminuto nido lo hacen bien bajo en un arbusto sobre el agua; pone tres o cuatro huevos pardo verdosos, y los incuba por cerca de once días.
Se alimenta de una variedad de vida acuática, peces y plantas. Es usualmente silente, pero en la estación de reproducción reclama, "eeooo eeooo eeooo".